# Sicyos malvifolius
Sicyos malvifolius là một loài thực vật có hoa trong họ Cucurbitaceae. Loài này được Griseb. miêu tả khoa học đầu tiên năm 1874.